# Денсиметрія
Денсиме́трія (рос.денсиметрия, англ. densimetry, нім. Densimetrie f, Dichtebestimmung f) – сукупність методів вимірювання відносної густини рідин і твердих тіл.
Для визначення густину рідин використовують ареометри, пікнометри або густиноміри (денсиметри), густину твердих тіл визначають гідростатичним зважуванням на вагах спочатку у повітрі, а потім у рідині, густина якої відома.